# Bury a Friend
"Bury a Friend" (estilizado em letras minúsculas) é uma canção da cantora estadunidense Billie Eilish. A canção foi lançada em 30 de janeiro de 2019 pelas editoras discográficas Darkroom e Interscope Records. Serve como terceiro single do seu álbum de estreia, When We All Fall Asleep, Where Do We Go?.

## Antecedentes e desenvolvimento

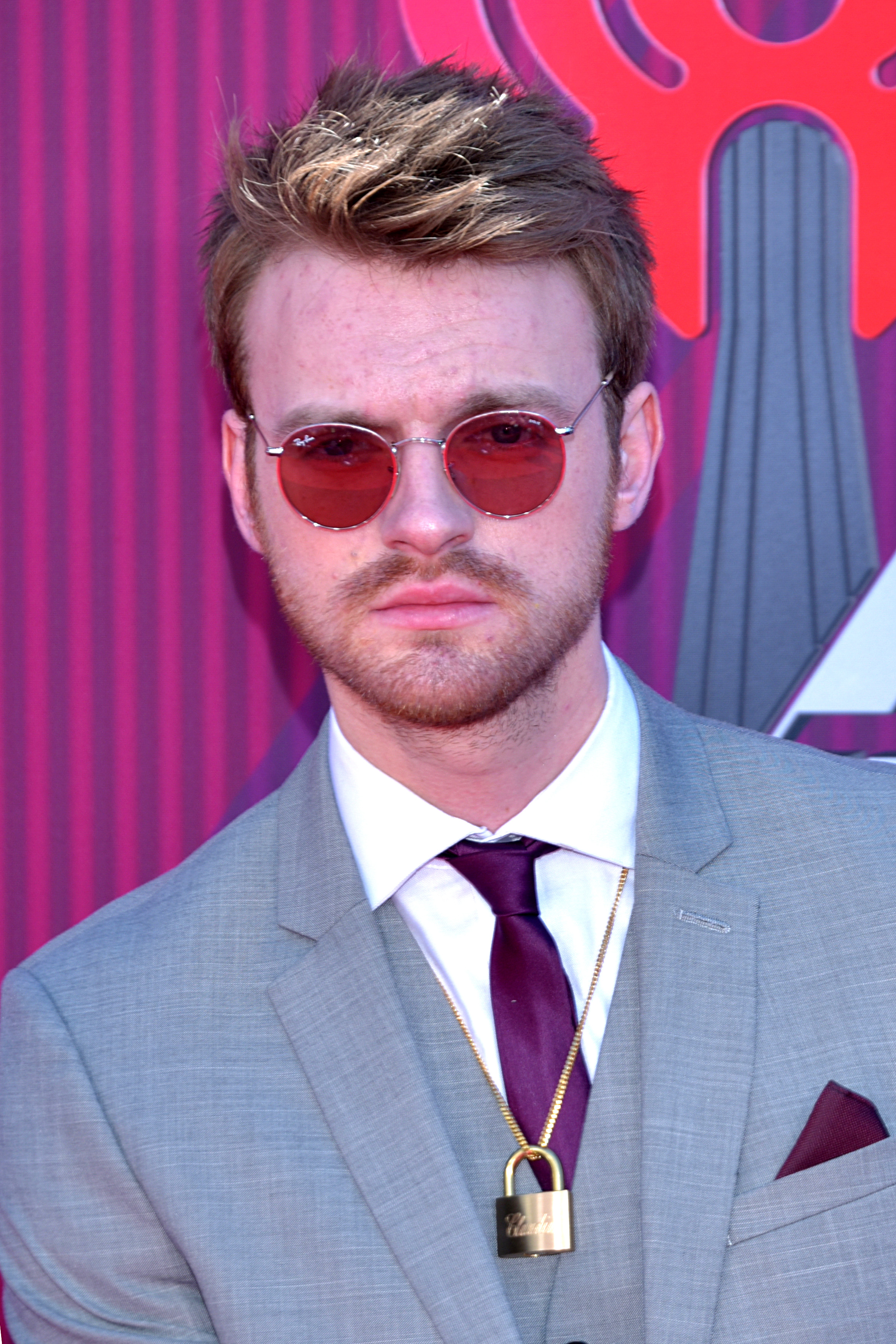
O irmão de Eilish, Finneas O'Connell (foto) contribuiu para a composição e produção da música.

Em 29 de janeiro de 2019, Billie Eilish anunciou formalmente seu álbum de estreia, intitulado When We All Fall Asleep, Where Do We Go? e também revelou que ela iria lançar um single no dia seguinte às 09:00. Ela postou ainda um teaser de 16 segundos, apresentando seu canto enquanto era agarrada e empurrada por mãos enluvadas. "Bury a Friend" foi finalmente lançado na data prevista, tendo estreado na programação do Beats 1. Eilish fez uma aparição no programa Future Sounds de Annie Mac na BBC Radio 1 para conversar sobre a faixa. Foi enviado para as rádios alternativa americana em 19 de fevereiro de 2019 pela Darkroom e Interscope Records. "Bury a Friend" foi escrito por Eilish, juntamente com seu irmão Finneas O'Connell, enquanto a produção foi realizada exclusivamente por este último. Foi masterizado por John Greenham e mixado por Rob Kinelski, com os dois também servindo como equipe de estúdio.
A criação da música aconteceu em Chicago, que Eilish e seu irmão visitaram para uma apresentação do Lollapalooza. Eles compareceram a um estúdio com uma sonoridade jazz em mente, e Eilish desenhou um monstro preto para mostrar a seu irmão como ela queria que a música soasse. Eilish desejava ouvir seu nome no começo da faixa, para o qual ela mandou uma mensagem para o rapper Calvin (conhecido como Mehki Raine); ele finalmente enviou a ela uma gravação por telefone para ela usar. A cantora descobriu o rapper nas mídias sociais, enquanto repetidamente etiquetava fotos suas com a legenda "Cadê a Billie?" no Instagram dela. Ela decidiu conhecê-lo e os dois logo se tornaram amigos.

## Composição e interpretação lírica
Eilish credita a música por definir o tom de When We All Fall Asleep, Where Do We Go?, afirmando: "Eu soube imediatamente sobre o que seria, quais seriam os visuais e tudo em termos de como eu queria que fosse percebido". "Bury a Friend" foi descrito como um synth-pop, e música eletrônica por críticos da imprensa. Suzy Exposito da Rolling Stone chamou de "R&B-gótico" uma reminiscência de Antichrist Superstar (1996) do Marilyn Manson. "Bury a Friend" é moderadamente rápido, com 120 batidas por minuto (BPM) e está escrito na clave de Sol menor. Sua instrumentação minimalista apresenta um hip hop e uma batida "galopante", semelhante a "Black Skinhead" de Kanye West (2013). Percussão "estrondosa", melodias de sintetizador "dispersas", gritos, bem como uma gravação estridente de um ortodontista que raspa os acessórios do aparelho dentário de Eilish também está incluído. Charlie Harding, do Vox, apontou "uma forma de música quebrada com estranhos versos alternativos e uma ponte colocada de forma não tradicional após um verso, em vez de seguir imediatamente ao penúltimo coro. O efeito é desestabilizador, e ainda acessível ao ouvinte comum ". A melodia apresentada durante o refrão foi comparada com "People Are Strange" do The Doors (1967), e descrita sonoramente como "inócua quanto uma rima infantil", contrastando o resto da música.
As letras "sombrias" e "violentas" da faixa são escritas da perspectiva de "o monstro debaixo da sua cama. Qualquer coisa pode ser o monstro - pode ser alguém que você ama tanto que está tomando conta da sua vida. Eu acho que o amor e terror e ódio são a mesma coisa". Laura Dzubay, da Consequence of Sound, interpretou: "[Eilish] assume a posição de um monstro lá para assombrar alguém (um amante ou ela mesma [...])". Samantha Cathie, do The Michigan Daily, pensou que o fato de a cantora estar "se odiando" refletia nas frases: "Como eu quero me afogar, como quero acabar comigo" e "Honestamente, pensei que seria já está morto". Eilish faz várias perguntas durante o refrão da música: "O que você quer de mim? Por que você não foge de mim? Por que você não tem medo de mim? Por que você se importa comigo? Quando todos dormimos, onde é que vamos?". Outras letras incluem: "Pise no vidro, grampeie a língua / enterre um amigo, tente acordar / aula de canibal, matando o filho / enterre um amigo, eu quero acabar comigo" Os vocais "suaves" da cantora em "Bury a Friend" variam entre as notas de F#3 and B♭4. Eles são tratados com camadas de efeitos vocais, e um "truque brincalhão [é usado] em cada gancho". Eilish descreveu a faixa como um "dueto de música quase sussurrada entre [ela] e uma versão distorcida de si mesma".

## Recepção

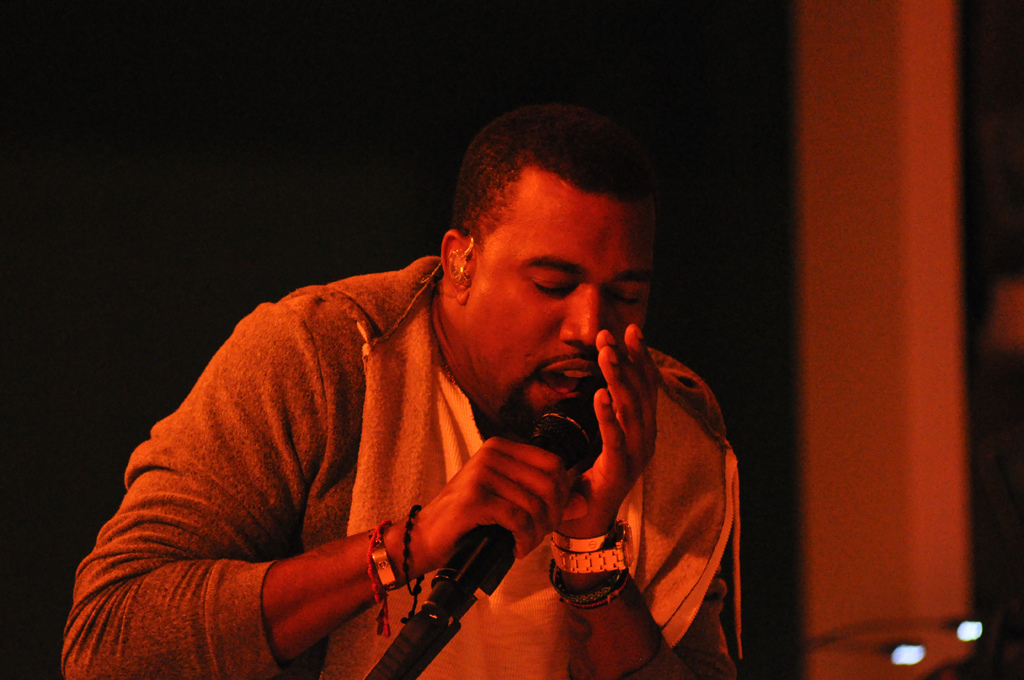
A produção da música foi comparada à do álbum de Kanye West (foto) Yeezus.

Após seu lançamento, "Bury a Friend" recebeu críticas positivas de críticos de música . Várias publicações viram a música como seu melhor single, além de um destaque em When We All Fall Asleep, Where Do We Go?. Foi comparada a "Royals" de Lorde (2013), bem como com Yeezus (2013) do Kanye West. Thomas Smith, da NME, viu "Bury a Friend" como "um dedo médio considerável para quem esperava uma balada cintilante adequada ao seu único EP de 2017, Don't Smile at Me", bem como uma" declaração "para" vocalizar as incertezas e inquisições de uma geração pronta para deixar sua marca". Lisa Wright, do DIY, rotulou a música como "intoxicante e intrigante - ou seja, exatamente o que você quer de uma nova estrela ". Chloe Gilke, do Uproxx, elogiou a faixa escrevendo "cheio de flores bizarras e gritantes e mergulha no pesadelo [...] e de alguma forma as letras da música são tão específicas e assustadoras". Da mesma forma, um editor da The Music Network comentou a "natureza [sinistra] em nome e letra, [...] inquietante [...], mas há algo tranquilo e pensativo nisso". Roisin O'Connor do The Independent, elogiou "Bury a Friend" como "excelente", assim como notou sua "qualidade imperiosa" e "intensa". Ela comentou ainda sobre o uso bem-sucedido da "fórmula" de Eilish: "murmurando em tons baixos e frios em uma batida pulsante". Em uma crítica morna, o Cantie do  The Michigan Daily viu a música como "um pouco decepcionante". Ela escreveu: "[A] decepção é o seu aparente abraço de criar uma criação anormal porque é legal, em vez de criar algo com a beleza do som como prioridade. [...] A faixa é instável, cortando rapidamente diferentes melodias - essas melodias batem, mas são fugazes". Joe Coscarelli observou uma "estrutura estranha" e "letras de pesadelo".
"Bury a Friend" alcançou sucesso comercial. Ele estreou no número 74 na Billboard Hot 100 dos EUA antes de passar para o número 14 com 29,1 milhões de transmissões e 18.000 de downloads vendidos em sua primeira semana completa de rastreamento, tornando-se o pico mais alto do Eilish no gráfico no momento. A música também se tornou o primeiro número um da cantorq nas paradas de rádio da Billboard, liderando a parada de músicas alternativas em maio de 2019. Isso fez de Eilish a 10ª mulher solo em um papel principal a alcançar o número um na parada da parada em três décadas de história. No Reino Unido, "Bury a Friend" alcançou o número seis, tornando-se o primeiro top 10 de Eilish no país. A música alcançou ainda o número um na Suécia, e entre os dez primeiros em países como Nova Zelândia, Austrália e Canadá. Foi premiada com várias certificações, principalmente a tripla platina pela Music Canada por vendas de 160.000 cópias.

## Vídeo musical
Um videoclipe que acompanhava "Bury a Friend" foi postado ao canal oficial de Eilish no YouTube em 30 de janeiro de 2019. Foi dirigido por Michael Chaves no período de um dia. O clipe contém elementos de terror e, portanto, foi considerado pelos revisores como "assustador" e "assustador".. Eilish elaborou: "Eu tive essa ideia de está nua. Como uma coisa do tipo abdução, completamente sem controle, apenas um corpo desamparado e pessoas colocando seringas nos meus braços e no meu pescoço. Isso é um dos maiores medos das pessoas - agulhas - e é isso que venho fazendo recentemente: aperfeiçoar os medos das pessoas". O vídeo começa com bandidos acordando de um pesadelo enquanto Eilish "aparentemente possuída" está deitado debaixo da cama. A cantora posteriormente percorre um complexo de apartamentos degradado antes de ser puxada e cutucada por mãos cobertas com luvas de látex pretas. Eilish é então injetada com seringas antes que ela "misteriosamente" desapareça embaixo da cama de Crooks. As cenas também mostra a cantora levitando com pés de "boneca quebrada". Os críticos compararam o visual a vários trabalhos lançados por outros artistas, incluindo Alice Glass, Chris Cunningham e Floria Sigismondi. Outros compararam com os filmes Suspiria (2018) e Get Out (2017), a série de televisão The Haunting of Hill House, e o romance de 1977 de  Stephen King, The Shining.

## Apresentações ao vivo e outros usos

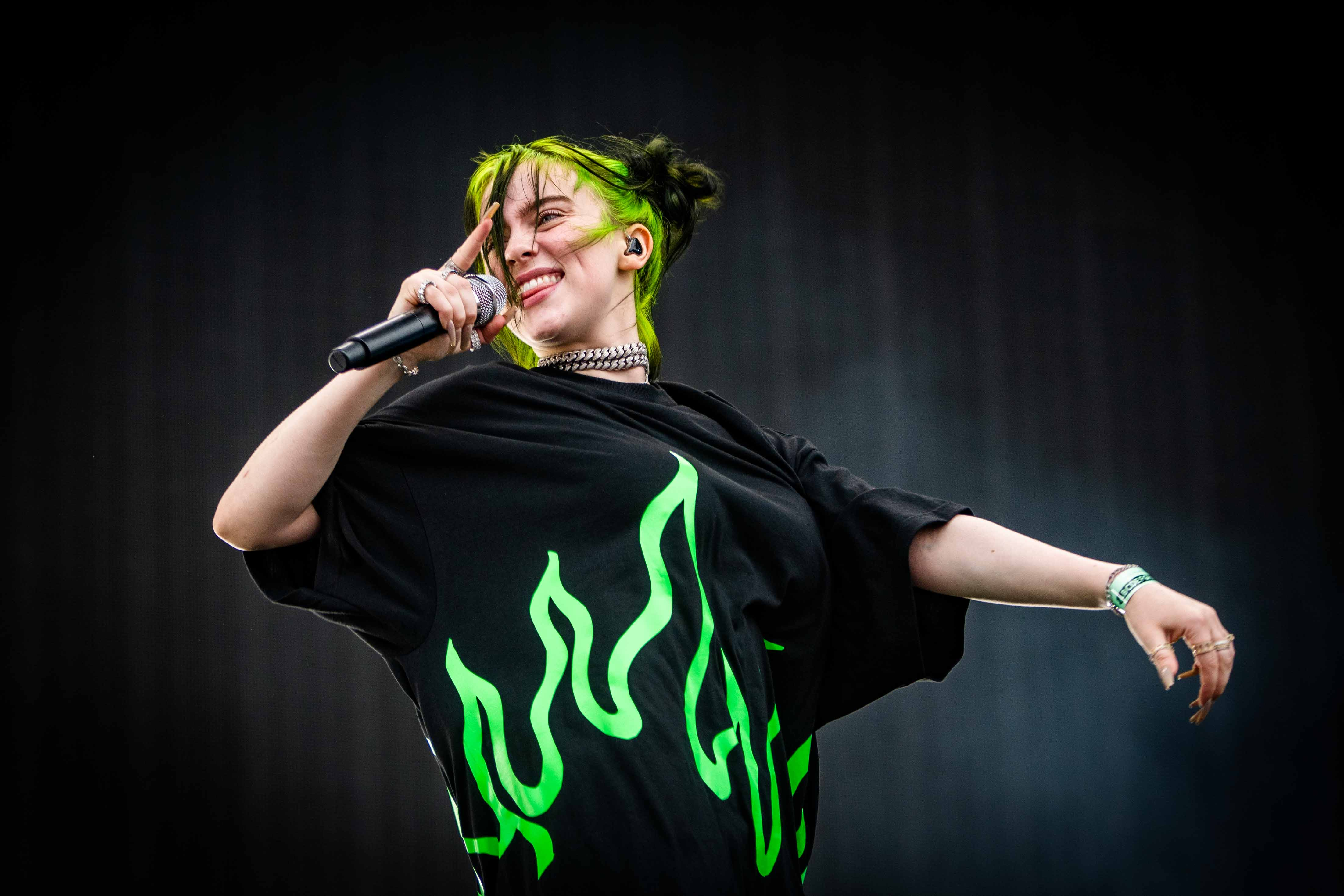
Eilish performando "Bury a Friend" durante o festival Pukkelpop em agosto de 2019.

Para fins promocionais, Eilish performou "Bury a Friend" várias vezes. Ela apareceu na BBC Radio 1 em fevereiro de 2019, e no Jimmy Kimmel Live! em março. Para a última apresentação, a cantora cantou em um palco escuro e cheio de fumaça e "convocou um pano grande que balançava atrás dela, lançando uma sombra de monstro enquanto ela se inclinava para trás". Ela usava um suéter preto folgado e shorts ao lado de uma estampa de rosto carrancuda verde neon". Em abril, maio e junho, Eilish apresentou a faixa no Festival de Música e Artes Coachella Valley, Big Weekend da BBC Radio 1 e no Glastonbury Festival, respectivamente. Ela ainda cantou durante Pukkelpop em agosto, e incluiu "Bury a Friend" no set de sua turnê When We All Fall Asleep Tour (2019).
A música foi destaque na série de televisão The Society. Kaitlin Reilly notou semelhança entre a letra e o enredo da série. Zeds Dead remixou "Bury a Friend" foi aclamado por Kat Bein da Billboard, que incluiu em sua lista de 12 Melhores Remixes de Billie Eilish. O remix mostra a música original "percorrendo [...] alguns filtros sônicos. O ambiente temperamental dá lugar a sintetizadores de peso baixo e a dubstep. A bateria começa em um estilo de garagem britânico mais lento depois da metade".

## Lista de faixas
| Download digital e streaming |                 |         |  |
| N.º                          | Título          | Duração |  |
| 1.                           | "Bury a Friend" | 3:13    |  |

## Créditos
Lista-se abaixo os profissionais envolvidos na elaboração de "Bury a Friend", adaptado do serviço Tidal:
- Billie Eilish: composição, vocalista principal
- Finneas O'Connell: composição, produção
- Rob Kinelski: masterização, mixagem
- John Greenham: engenharia de masterização

## Desempenho comercial
| Tabela musical (2019)                  | Melhor posição |
| -------------------------------------- | -------------- |
| Argentina (Argentina Hot 100)          | 85             |
| Alemanha (GfK Entertainment Charts)    | 14             |
| Austrália (ARIA Charts)                | 3              |
| Áustria (Ö3 Austria Top 40)            | 6              |
| Bélgica (Ultratop 50 de Flandres)      | 13             |
| Bélgica (Ultratop 40 de Valônia)       | 42             |
| Canadá (Canadian Hot 100)              | 10             |
| Coreia do Sul (Goan)                   | 188            |
| Dinamarca (Tracklisten)                | 8              |
| Escócia (OCC)                          | 18             |
| Eslováquia (IFPI Slovenská Republika)  | 2              |
| Espanha (PROMUSICAE)                   | 26             |
| Estados Unidos (Billboard 100)         | 14             |
| Estados Unidos (Rock Airplay)          | 5              |
| Estados Unidos (Rolling Stone 100)     | 56             |
| Finlândia (IFPI Finlândia)             | 4              |
| França (SNEP)                          | 82             |
| Hungria (Single Top 40)                | 10             |
| Hungria (Stream Top 40)                | 2              |
| Irlanda (IRMA)                         | 2              |
| Islândia (Íslenski Listinn Topp 40)    | 14             |
| Itália (FIMI)                          | 27             |
| Japão (Japan Hot 100)                  | 46             |
| Letônia (Latvijas Radio)               | 1              |
| Lituânia (AGATA)                       | 2              |
| Malásia (RIM)                          | 2              |
| Noruega (VG-lista)                     | 2              |
| Nova Zelândia (Recorded Music NZ)      | 2              |
| Países Baixos (Dutch Top 40)           | 29             |
| Países Baixos (Single Top 100)         | 10             |
| Portugal (AFP)                         | 8              |
| Reino Unido (UK Singles Chart)         | 6              |
| República Checa (IFPI Česká Republika) | 3              |
| Singapura (RIAS)                       | 10             |
| Suécia (Sverigetopplistan)             | 1              |
| Suíça (Schweizer Hitparade)            | 10             |

| Tabela musical (2019)                   | Posição |
| --------------------------------------- | ------- |
| Austrália (ARIA)                        | 26      |
| Áustria (Ö3 Austria Top 40)             | 56      |
| Bélgica (Ultratop 50 de Flanders)       | 53      |
| Canadá (Canadian Hot 100)               | 41      |
| Estados Unidos (Billboard Hot 100)      | 73      |
| Estados Unidos (Billboard Rock Airplay) | 26      |
| Irlanda (IRMA)                          | 27      |
| Estônia (Latvijas Radio)                | 17      |
| Nova Zelândia (Recorded Music NZ)       | 24      |
| Países Baixos (Single Top 100)          | 90      |
| Reino Unido (Uk Singles Chart)          | 36      |
| Suécia (Sverigetopplistan)              | 24      |
| Suíça (Schweizer Hitparade)             | 70      |

| Região | Certificação | Vendas     |
| --- | ------------ | ---------- |
| Austrália (ARIA) | 2× Platina   | 140,000^   |
| Áustria (IFPI Áustria) | Platina      | 30,000*    |
| Bélgica (BVMI) | Platina      | 40,000*    |
| Canadá (Music Canada) | 3× Platina   | 240,000‡   |
| Espanha (PROMUSICAE) | Ouro         | 20,000^    |
| Estados Unidos (RIAA) | 3× Platina   | 3,000,000‡ |
| Noruega (IFPI Noruega) | Platina      | 20,000‡    |
| Nova Zelândia (RMNZ) | Platina      | 30,000^    |
| Polônia (ZPAV) | Platina      | 20,000^    |
| Reino Unido (BPI) | Platina      | 600,000‡   |
| *vendas baseadas apenas na certificação ^distribuições baseadas apenas na certificação ‡vendas+valores de streaming baseados apenas na certificação |              |            |